# 雲頂天很藍
《雲頂天很藍》（英語：Somewhere Over The Sky），2011年台灣偶像劇，為客家電視台偶像劇，此劇為客家電視台—校園三部曲（《花樹下的約定》、《牽紙鷂的手》與《雲頂天很藍》）的第三部，大川大立數位影音股份有限公司製作，由李鼎導演，黃雨佳編劇，瑤涵沂、張書偉、古斌主演。2010年8月18日開鏡，12月殺青，本劇於2011年3月8日上檔，並獲2011年金鐘獎多項入圍與獎項。

### 劇情概要
台灣苗栗縣山中的雲頂國小即將廢校，雲頂村眾人試圖力挽狂瀾，村中隔代教養或單親的孩子：靖雯、丁丁、仕斌、孝廷、孝安與眾新住民母親也在努力生活，而來自山下的徐秀俐「小俐」老師不習慣山上僅有老人家與小孩子、沒有同齡人的環境，因此即將調離雲頂；同時在台北，調查局幹員羅偉宏「阿宏」為了追查待他如父的黎法官的收賄疑雲，他尾隨黎法官到雲頂村，結果黎法官在故土自然死亡，羅偉宏又發現雲頂國小饒校長、黎法官與黎法官的太太，似乎有重重的秘密過往圍繞著一棟古宅，而與羅偉宏情同兄弟的黎法官之子黎超仁「超人」也追到了雲頂村。小俐、阿宏與超人以黎法官的秘密與廢校風波為中心，牽扯出一段感情……。
黎法官的秘密最後真相大白。黎法官與饒校長幼時是青梅竹馬、初戀情侶，與永乾村長和阿義伯等一群孩子是在雲頂長大的兒時玩伴，但其中一個小孩王語亭為了一朵向日葵跌落池水，孩子們驚嚇中只記得逃跑，也沒有找人求救，王語亭就此無法長大……黎太太與黎法官為遠離過去而離開雲頂，此即雲頂深藏數十年的秘密[3]。
最終，雲頂國小仍沒有扭轉廢校的結局，但新住民母親妙瓊用丈夫種的發酸水果製成的果醬意外地廣受好評，在雲頂村抗議廢校的新聞報導出來後，媒體焦點全在妙瓊這位網路知名果醬達人，大家更注意到雲頂村的好山好水，雲頂不再只有老者與幼童……。 （页面存档备份，存于）

## 播出時間

### 首播
| 頻道       | 所在地 | 播放日期      | 播放時間          |
| ---------- | ------ | ------------- | ----------------- |
| 客家電視台 | 臺灣   | 2011年3月8日  | 每週一至週四20:00 |
| HiHD頻道   | 臺灣   | 2012年5月16日 | 每週一至週五19:00 |
| 中視數位台 | 臺灣   | 2013年3月7日  | 每週一至週五16:00 |

## 演員陣容

### 主要演員
| 演員   | 角色   | 介紹 |
| 張書偉 | 羅偉宏 | 他是調查局的幹員，卻只能眼看待自己如父子的黎父因案自殺，飽受情同兄弟的超仁責難。為了查明真相，他走入雲頂村，卻被眾人誤以為是小俐老師的男友，成為「搶救雲頂」的一員。然而在他的心裡，念念不忘的還是黎父之死留下的秘密。 |
| 瑤涵沂 | 徐秀俐 | 喜歡說自己是「大自然女孩」，卻又常常被蟲蟲嚇得半死。老嚷嚷著要離開沒有年輕人、只有老人與小孩的雲頂村，卻又很雞婆地愛管閒事而走不成。她有矛盾的心情，一是為了雲頂國小的存廢，一是為了突然出現在雲頂村的偉宏與超仁。     |
| 古斌   | 黎超仁 | 他在兩個男人的呵護下長大，一個是父親，一個是有如親哥哥般的偉宏，然而這兩個男人卻同時「背棄」了他。為了找尋被偉宏帶走的母親，他來到雲頂村，卻發現事情似乎與他想的不一樣，還有，他好像愛上了一個人。                     |

### 其他演員
| 演員   | 角色   | 介紹 |
| 賴盈螢 | 周筱茵 | 雲頂國小畢業的高材生，唸完大學後除聽說她婚姻美滿再無其他消息，某天卻突然帶著兩個孩子回到雲頂村開起小吃店。雖然她總是笑臉迎人，兩個孩子也表現出教養極好的樣子，偉宏等人卻發現，筱茵似乎帶著傷，身上的傷，心裡的傷。 |
| 莫愛芳 | 黃妙瓊 | 嫁到台灣的印尼客家人，丈夫死後，為了孩子的未來，毅然決定改嫁給清水而來到雲頂村。在超仁的協助下，意外成了網路知名的手工果醬達人。也是為了孩子的就學問題，當明義與永乾號召護校時，她總是不遺餘力。                   |
| 唐川   | 曾明義 | 雲頂村僅有的雜貨店的老闆，也是雲頂國小的家長會長。他有七個女兒與一個兒子，卻只有孫女靖雯與他住在一起。為了讓靖雯留在身邊，也為了雲頂村的未來，他義無反顧地站出來保護學校，還打破從不下山的慣例到電視台前搞抗議。   |
| 于台煙 | 饒菊蘭 | 雲頂國小的校長，是資深校友，也是全校公認最有氣質的人（不論是小學時代還是現在）。除了氣質，她還有智慧與勇氣，為了學校的存廢而努力。只是似乎也有不為人知的祕密，纏繞在她與雲頂村的眾人之間。                         |
| 童毅軍 | 章永乾 | 雲頂村的村長，也是明義阿公的好朋友。為了保住雲頂國小，他與明義阿公、太太鳳妹四奔走，希望找到更多的學生來就讀，包括自己的外孫，丁丁。然而長住台北、鬼靈精怪的丁丁，也讓他屢屢招架不住。                             |
| 李韋羽 | 卓仕斌 | 妙瓊的兒子 |
| 許亞琦 | 曾靖雯 | 明義阿公的孫女 |
| 陳昱丞 | 詹仲宇 | 綽號丁丁，標準的台北小孩，NDS與網路是他生活中不可或缺的精神食糧。 |
| 王少芃 | 紀孝廷 | 筱茵的兒子 |
| 陳宣婷 | 紀孝安 | 筱茵的女兒 |
| 楊琪   | 張美麗 | 伯勳的前妻，靖雯的母親。 |
| 何曼寧 | 鐘鳳妹 | 永乾的老婆，也就是村長太太，熱心熱情的傳統客家婦人，只是總為了沒幫永乾生個兒子而感到遺憾。 |
| 謝國玄 | 卓清水 | 堅信「自然就是美」的青年農夫 |
| 莊凱勛 | 曾伯勳 | 明義阿公的兒子，靖雯的爸爸 |
| 林鴻翔 | 紀憲章 | 筱茵的老公，在大學教書的他是學生口中的好老師，卻也因為童年的陰影成了家暴者。 |

### 客串演出
| 演員   | 角色   | 介紹 |
| 李沛旭 | 長官   | 調查局官員，偉宏的上司 |
| 林嘉俐 | 黎母   | 她有一個好丈夫宗翰，有兩個孝順的「兒子」 |
| 黃仲崑 | 黎宗翰 | 他本是人稱正直的法官，卻捲入收賄疑雲，而回到兒時故鄉雲頂村自殺。然而在結束生命前，他特意與校長見了一面，兩人之間似乎有不為人知的情愫與秘密。 |
| 張鳳書 | 美麗   | |
| 吳政迪 | 國中生 | 一名不良國中生 |
| 蘇品杰 | 小阿宏 | |

## 電視劇歌曲
| 曲別   | 歌名              | 演唱者 | 作詞   | 作曲   |
| 片頭曲 | 打幫你            | 龔心怡 | 劉榮昌 | 劉榮昌 |
| 片尾曲 | 你一個人 我一個人 | 曾雅君 | 曾雅君 | 曾雅君 |

## 重要場景
- 新北市石碇區雲海國小
- 嶺腳瀑布
- 菁桐老街

## 獲獎及入圍

### 第46屆電視金鐘獎
| 年份   | 獲提名         | 獎項             | 結果 |
| ------ | -------------- | ---------------- | ---- |
| 2011年 | 《雲頂天很藍》 | 戲劇節目獎       | 獲獎 |
| 2011年 | 瑤涵沂         | 戲劇節目女主角獎 | 入圍 |
| 2011年 | 古斌           | 戲劇節目男配角獎 | 入圍 |
| 2011年 | 李鼎           | 戲劇節目導演獎   | 入圍 |
| 2011年 | 黃雨佳         | 戲劇節目編劇獎   | 獲獎 |
| 2011年 | 《雲頂天很藍》 | 節目行銷獎       | 入圍 |

## 製作團隊
- 監製：湯昇榮
- 製作人：羅智育
- 編劇：黃雨佳
- 導演：李鼎
- 製作公司：大川大立數位影音股份有限公司
- 贊助：中華民國客家委員會[1]

- 督導：黃桂慧
- 製作協調：饒瑞軍、龔心怡、魏壯羽
- 宣傳規劃：楊鈺崑、廖政期
- 統籌：張誌偉
- 副導演：王禮瀅、郭臻鈺
- 場記：蔡雨秀
- 攝影器材：大川大立數位影音股份有限公司
- 攝影指導：林國華
- 攝影：林建宏、王文志
- 燈光器材：黑石映像傳播製作社
- 燈光指導：王理遠、李仁貴
- 燈光：安書誠、邵元偉
- 美術指導：林智明
- 道具助理：吳憲義
- 造型指導：張語菲
- 化妝指導：李易錚
- 梳妝指導：蔡孟孜
- 服裝管理：張心盈
- 執行：洪三貴
- 執行助理：蔡逸叡、曾偉瑞
- 後期統籌助理：楊純盈
- 場務器材：精靈影視器材有限公司
- 場務領班：羅兆德
- 場務：林敬堯、胡綜霖
- 客語指導：謝國玄、黃亦妗
- 客語聽打：王旻瑛
- 劇照指導：趙國雲
- 剪輯指導：張斐棋、吳姿瑩
- 剪輯：吳姿瑩、洪國馨、郭玳芠
- HD調光：楊儉業、張家棟
- HD2D特效：陳躍屯、殷為妲
- 片頭片尾設計：陳躍屯、張家棟、殷為妲
- 音樂音效設計：謝光華、鍾貴銘

## 外部連結
- 官方网站－客家電視台
- 官方网站－中視
- 雲頂天很藍的Facebook專頁

## 作品的變遷
| 客家電視台 每週一至週四 20:00 - 20:50     | 客家電視台 每週一至週四 20:00 - 20:50                                                                                         | 客家電視台 每週一至週四 20:00 - 20:50 |
| ----------------------------------------- | --- | ------------------------------------- |
|                                           | 雲頂天很藍 （2011年3月8日－2011年4月11日）                                                                                    |                                       |
| 上家下屋 （2010年12月28日－2011年3月9日） | 車正在追 （2011年4月12日－2011年4月19日） 我要上學去 （2011年4月20日－2011年4月21日） 醬園生 （2011年4月25日－2011年5月31日） |                                       |

| HiHD頻道 每週一至週五 19:00 - 20:00 | HiHD頻道 每週一至週五 19:00 - 20:00         | HiHD頻道 每週一至週五 19:00 - 20:00 |
| ----------------------------------- | ------------------------------------------- | ----------------------------------- |
|                                     | 雲頂天很藍 （2012年5月16日－2012年6月12日） |                                     |
| -                                   | 生命花園 （2012年6月13日－2012年7月10日）   |                                     |

| 中視數位台 每週一至週五 16:00 - 17:00 | 中視數位台 每週一至週五 16:00 - 17:00     | 中視數位台 每週一至週五 16:00 - 17:00 |
| ------------------------------------- | ----------------------------------------- | ------------------------------------- |
|                                       | 雲頂天很藍 （2013年3月7日－2012年4月3日） |                                       |
| 公主嫁到（重播）                      | 飆！企鵝里德（重播）                      |                                       |